# Пелігрос
Пелігрос (ісп. Peligros) — муніципалітет в Іспанії, у складі автономної спільноти Андалусія, у провінції Гранада. Населення — 11 000 осіб (2010).
Муніципалітет розташований на відстані близько 350 км на південь від Мадрида, 6 км на північний захід від Гранади.
На території муніципалітету розташовані такі населені пункти: (дані про населення за 2010 рік)
- Пелігрос: 9803 особи
- Монтелус: 1197 осіб

## Демографія
Динаміка населення (INE ):

## Галерея зображень

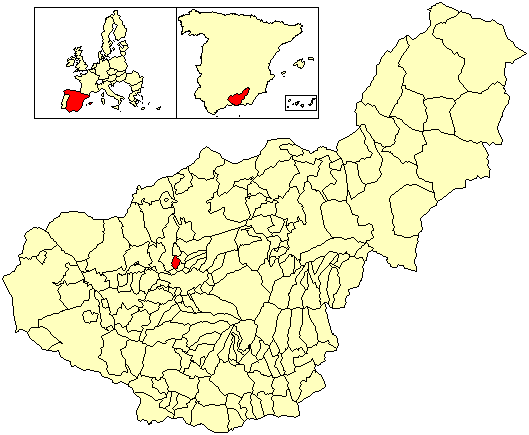
Розташування муніципалітету Пелігрос у провінції Гранада